# Daubensee
Daubensee är en sjö i Schweiz. Den ligger i den södra delen av landet, 60 km söder om huvudstaden Bern i Bernalperna. Daubensee ligger cirka 2 200 meter över havet. Arean är 0,56 kvadratkilometer. Den sträcker sig 1,6 kilometer i nord-sydlig riktning, och 0,8 kilometer i öst-västlig riktning.